# جو چن
جو چن چیائو ان (به چینی: 陈乔恩)، (به پین‌یین: Chén Qiáo'ēn) بازیگر، خواننده و مدل اهل تایوان است که در ۴ آوریل ۱۹۷۹ به دنیا آمد.
چن در سال ۲۰۰۸ برای نقشش در سریال محکوم به دوست داشتن تو نامزد بهترین بازیگر نقش اصلی زن در سریال‌های تلویزیونی در چهل و سومین جایزه زنگ طلایی شد.
در سال ۲۰۱۳، محبوبیت او در چین به خاطر بازیش در سریال شمشیرزن در نقش دونگ فان بو بای افزایش یافت.در همان سال چن برای اولین بار وارد لیست صد شخصیت تأثیرگذار چین از دیدگاه مجله فوربس شد.در سال ۲۰۱۵، فوربس او را شصت و ششمین شخصیت معروف تأثیرگذار در کشور چین معرفی کرد.